# Muricella dubia
Muricella dubia är en korallart som beskrevs av Nutting 1910. Muricella dubia ingår i släktet Muricella och familjen Acanthogorgiidae. Inga underarter finns listade i Catalogue of Life.